# Limaciniaseta californica
Limaciniaseta californica är en svampart som beskrevs av D.R. Reynolds 1998. Limaciniaseta californica ingår i släktet Limaciniaseta och familjen Capnodiaceae.   Inga underarter finns listade i Catalogue of Life.